# Shenzhousaurus
Shenzhousaurus („ještěr z Shenzhou“) byl rod menšího teropodního dinosaura z infrařádu Ornithomimosauria. Žil v období spodní křídy, asi před 125 miliony let, na území dnešní Číny (provincie Liao-ning).

## Objev
Zkameněliny tohoto dvounohého běhavého dinosaura byly objeveny v souvrství Yixian, typový druh S. orientalis byl popsán roku 2003 čínským paleontologem Jim a jeho kolegy. Holotyp s označením NGMC 97-4-002 byl objeven na pískovcové desce v tzv. posmrtné pozici, s krkem staženým a prohnutým dozadu (vlivem vysychání krčních vazů krátce po smrti zvířete). V současnosti je tento rod monotypický a je vývojově vyspělejší než Pelecanimimus polyodon, ale primitivnější než Harpymimus okladnikovi.

## Popis
Lebka holotypu měřila na délku 185 mm, z čehož se dá odvodit celková délka těla zhruba na 2 metry. Podle jiných odhadů byl tento dinosaurus dlouhý jen 1,6 metru a vážil kolem 10 kilogramů. Kameny, objevené v břišní dutině tohoto dinosaura, jsou některými paleontology interpretovány jako gastrolity.